# Liste der Mitglieder des Landtages (Land Thüringen) (2. Wahlperiode)
Diese Liste gibt einen Überblick über alle Mitglieder des Landtages des Landes Thüringen in der 2. Wahlperiode (1921–1923). Die Wahl fand am 11. September 1921 statt, die Wahlbeteiligung betrug 72,45 %.

## Sitzverteilung
| Partei | Stimmenanteil in % | Sitze    | Veränderung (Sitze) |
| ------ | ------------------ | -------- | ------------------- |
| SPD    | 22,84 %            | 13 Sitze | + 2 Sitze           |
| ThLB   | 18,94 %            | 10 Sitze | - 1 Sitz            |
| USPD   | 16,40 %            | 9 Sitze  | - 6 Sitze           |
| DVP    | 16,15 %            | 9 Sitze  | + 1 Sitz            |
| VKPD   | 10,89 %            | 6 Sitze  | + 6 Sitze           |
| DNVP   | 7,49 %             | 4 Sitze  | ±0 Sitze            |
| DDP    | 5,58 %             | 3 Sitze  | - 1 Sitz            |

## Landtagsvorstand
- Landtagspräsident: Hermann Leber (SPD)
- 1. Vizepräsident: Erwin Baum (ThLB)
- 2. Vizepräsident: Arthur Drechsler (USPD) bis 22. Juni 1922, Richard Kahnt (USPD) ab 6. Juli 1922
- Alterspräsident: Rudolf Alander (DVP)

## Mitglieder
| Name                          | Lebensdaten | Partei | Wahlkreis                 | Anmerkungen                                                                                |
| ----------------------------- | ----------- | ------ | ------------------------- | ------------------------------------------------------------------------------------------ |
| Rudolf Alander                | 1851–1927   | DVP    | Sachsen-Weimar-Eisenach   |                                                                                            |
| Wilhelm Bärwinkel             | 1880–1969   | USPD   | Schwarzburg-Sondershausen |                                                                                            |
| Fritz Bauer                   | 1898–1968   | ThLB   | Sachsen-Meiningen         | nachgerückt am 29. November 1922 für Gustav Gerlach                                        |
| Theodor Bauer                 | 1858–1944   | DVP    | Landeswahlvorschlag       |                                                                                            |
| Erwin Baum                    | 1868–1950   | ThLB   | Sachsen-Altenburg         |                                                                                            |
| Bruno Bieligk                 | 1889–1969   | USPD   | Landeswahlvorschlag       |                                                                                            |
| Alfred Bochert                | 1887–1975   | VKPD   | Sachsen-Meiningen         |                                                                                            |
| Karl Breitenstein             | 1888–1961   | ThLB   | Landeswahlvorschlag       |                                                                                            |
| Alban Bretschneider           | 1868–1939   | SPD    | Landeswahlvorschlag       |                                                                                            |
| Hermann Brill                 | 1895–1959   | USPD   | Landeswahlvorschlag       |                                                                                            |
| Erich Burchardt               | 1867–1948   | DNVP   | Landeswahlvorschlag       |                                                                                            |
| Arthur Drechsler              | 1882–1922   | USPD   | Reuß                      | verstorben am 22. Juni 1922 (Nachfolger: Emil Vetterlein)                                  |
| Käte Duncker                  | 1871–1953   | VKPD   | Landeswahlvorschlag       | nachgerückt am 23. November 1921 für Hans Müller                                           |
| Friedrich von Eichel-Streiber | 1876–1943   | DNVP   | Landeswahlvorschlag       |                                                                                            |
| Berthold Faulian              | 1882–1972   | SPD    | Sachsen-Altenburg         | zunächst Nachrücker, nach Mandatsverzicht von Alfred Metzschke als gewählt erklärt         |
| Richard Fischer               | 1870–1926   | SPD    | Sachsen-Meiningen         |                                                                                            |
| Hermann Focke                 | 1865–1951   | ThLB   | Sachsen-Weimar-Eisenach   |                                                                                            |
| August Frölich                | 1877–1966   | SPD    | Sachsen-Altenburg         |                                                                                            |
| Kurt Geier                    | 1879–1950   | DVP    | Landeswahlvorschlag       |                                                                                            |
| Otto Geithner                 | 1876–1948   | VKPD   | Sachsen-Gotha             |                                                                                            |
| Gustav Gerlach                | 1884–1968   | ThLB   | Sachsen-Meiningen         | Mandat niedergelegt am 9. November 1922 (Nachfolger: Fritz Bauer)                          |
| Albert Gottschalk             | 1858–1940   | ThLB   | Sachsen-Weimar-Eisenach   |                                                                                            |
| Alfred Grötzsch               | 1860–1945   | DVP    | Reuß                      |                                                                                            |
| Hermann Gründler              | 1897–1973   | USPD   | Reuß                      |                                                                                            |
| Paul Günther                  | 1883–1946   | DVP    | Landeswahlvorschlag       |                                                                                            |
| Emil Hartmann                 | 1868–1942   | SPD    | Schwarzburg-Rudolstadt    |                                                                                            |
| Emil Herfurth                 | 1877–1951   | DNVP   | Sachsen-Weimar-Eisenach   |                                                                                            |
| Karl Hermann                  | 1885–1973   | USPD   | Sachsen-Weimar-Eisenach   |                                                                                            |
| Ernst Höfer                   | 1879–1931   | ThLB   | Sachsen-Meiningen         |                                                                                            |
| Ernst Hoffmeister             | 1866–1933   | DVP    | Sachsen-Meiningen         |                                                                                            |
| Kurt Holzschuher              | 1873–1945   | DVP    | Reuß                      | Mandat niedergelegt ca. September/Oktober 1922 (Nachfolger: Theodor Schwarz)               |
| Richard Kahnt                 | 1871–n.e.   | USPD   | Reuß                      |                                                                                            |
| Carl Kien                     | 1869–1943   | DNVP   | Landeswahlvorschlag       |                                                                                            |
| Paul Kieß                     | 1894–1941   | SPD    | Sachsen-Weimar-Eisenach   |                                                                                            |
| Karl Knauer                   | 1872–1951   | SPD    | Sachsen-Meiningen         |                                                                                            |
| Edmund Koch                   | 1874–1959   | SPD    | Landeswahlvorschlag       |                                                                                            |
| Herman Anders Krüger          | 1871–1945   | DDP    | Landeswahlvorschlag       |                                                                                            |
| Paul Lärtz                    | 1885–1967   | USPD   | Landeswahlvorschlag       |                                                                                            |
| Hermann Leber                 | 1860–1940   | SPD    | Sachsen-Weimar-Eisenach   |                                                                                            |
| Paul Leutert                  | 1862–1927   | SPD    | Sachsen-Weimar-Eisenach   |                                                                                            |
| Erich W. Mackeldey            | 1892–1945 1 | ThLB   | Landeswahlvorschlag       |                                                                                            |
| Alfred Metzschke              | 1857–1941   | SPD    | Sachsen-Altenburg         | verzichtete nach der Wahl auf das Mandat, für ihn trat Berthold Faulian in den Landtag ein |
| Otto Micke                    | 1879–1936   | SPD    | Landeswahlvorschlag       |                                                                                            |
| Hans Müller                   | 1891–n.e.   | VKPD   | Landeswahlvorschlag       | Mandat niedergelegt ca. November 1921 (Nachfolgerin: Käte Duncker)                         |
| Theodor Neubauer              | 1890–1945   | VKPD   | Landeswahlvorschlag       |                                                                                            |
| Arno Neumann                  | 1872–1926   | DVP    | Sachsen-Weimar-Eisenach   |                                                                                            |
| Louis Rennert                 | 1880–1944   | SPD    | Sachsen-Meiningen         |                                                                                            |
| Hugo Riehmann                 | 1873–1938   | ThLB   | Sachsen-Gotha             |                                                                                            |
| Eduard Rosenthal              | 1853–1926   | DDP    | Sachsen-Weimar-Eisenach   |                                                                                            |
| Emma Sachse                   | 1887–1965   | SPD    | Sachsen-Altenburg         |                                                                                            |
| Marie Schulz                  | 1882–1935   | DDP    | Landeswahlvorschlag       |                                                                                            |
| Theodor Schwarz               | 1870–1943   | DVP    | Reuß                      | nachgerückt am 5. Oktober 1922 für Kurt Holzschuher                                        |
| Albin Tenner                  | 1885–1967   | VKPD   | Landeswahlvorschlag       |                                                                                            |
| Erich Theilig                 | 1886–1959   | ThLB   | Reuß                      | nachgerückt am 29. November 1922 für Otto Wetzel                                           |
| Oskar Thieme                  | 1884–1957   | USPD   | Sachsen-Altenburg         |                                                                                            |
| Emil Vetterlein               | 1856–1934   | USPD   | Reuß                      | nachgerückt am 3. Juli 1922 für Arthur Drechsler                                           |
| Erich Wernick                 | 1877–1956   | ThLB   | Sachsen-Weimar-Eisenach   |                                                                                            |
| Otto Wetzel                   | 1882–1950   | ThLB   | Reuß                      | Mandat niedergelegt am 9. November 1922 (Nachfolger: Erich Theilig)                        |
| Georg Witzmann                | 1871–1958   | DVP    | Sachsen-Gotha             |                                                                                            |
| Richard Zimmermann            | 1876–1969   | VKPD   | Sachsen-Weimar-Eisenach   |                                                                                            |